# غيلبرت أوسوليفان
غيلبرت أوسوليفان (بالإنجليزية: Gilbert O'Sullivan)‏ هو عازف بيانو ومغني وملحن ومغن مؤلف أيرلندي، ولد في 1 ديسمبر 1946 في وترفورد في جمهورية أيرلندا.

## وصلات خارجية
- الموقع الرسمي
- غيلبرت أوسوليفان على موقع IMDb (الإنجليزية)
- غيلبرت أوسوليفان على موقع ميوزك برينز (الإنجليزية)
- غيلبرت أوسوليفان على موقع أول ميوزيك (الإنجليزية)
- غيلبرت أوسوليفان على موقع ديسكوغز (الإنجليزية)
- غيلبرت أوسوليفان على موقع قاعدة بيانات الفيلم (الإنجليزية)